# Kostel Panny Marie (Trnov)
Kostel Panny Marie někdy uváděný jako kaple Panny Marie nebo kaple svatého Jana je římskokatolický filiální kostel v Trnově.

## Historie
Nejstarší částí kostela je kaple sv. Jana z roku 1849. V roce 1898 byla ke kapli přistavěna loď s presbytářem zasvěceným Panně Marii.

## Bohoslužby
Bohoslužby se konají první neděli v měsíci v 11.00.

## Okolí
Vedle kostela je postaven kříž s plastikou Panny Marie z roku 1869.